# Marko Feri
Marko Feri, slovenski kitarist in glasbeni pedagog, * 14. april 1967, Trst, Italija.